# 129172 Jodizareski
129172 Jodizareski è un asteroide della fascia principale. Scoperto nel 2005, presenta un'orbita caratterizzata da un semiasse maggiore pari a 2,6142568 UA e da un'eccentricità di 0,1347998, inclinata di 15,37462° rispetto all'eclittica.